# Diospyros brevicalyx
Diospyros brevicalyx är en tvåhjärtbladig växtart som beskrevs av Jacob Gijsbert Boerlage och Koord.-schum. Diospyros brevicalyx ingår i släktet Diospyros och familjen Ebenaceae. Inga underarter finns listade i Catalogue of Life.